# 山之内淡
山之内 淡（やまのうち たん、1986年 - ）は、日本の建築家。建築設計事務所『株式会社AWGL / AWGL Inc.』代表取締役兼代表建築家 / CEO + Principal Architect。

## 来歴・人物
北海道に生まれる。建築家の父、彫刻家の母、音楽家の姉、という家庭環境で育ち、工作をすることと近所の森で過ごすことを特に好む少年だった。
建築家になることは早くから決めていたが、決心が早すぎたため「建築家になる前に何か別のことをしなくては…」と常に考えていたことを語っている。
慶應義塾大学大学院メディアデザイン研究科で修士号を取得後、博報堂に入社。博報堂で社内ベンチャーの起業等を経験し、退職。
2017年、"Architects of the Year 2017"受賞を機に、建築設計事務所『株式会社AWGL / AWGL Inc.』を設立。同社、代表取締役兼代表建築家 / CEO + Principal Architect を務める。

## 講演会・レクチャー
- 『建築新人戦2018　10周年記念イベント』において、建築家の藤本壮介、平田晃久、五十嵐淳、島田陽らと歴代審査委員のひとりとして講演。[3]

## 主な作品
- 『MANGA ART HOTEL, TOKYO』において「建築設計」と「ブランド開発」の責任者を務めた[4][5][6]。